# Soulier d'or européen
Pour les articles homonymes, voir Soulier d'or.
Le Soulier d'or européen est une récompense attribuée depuis la saison 1967-1968 au meilleur buteur de tous les championnats de football de première division d'Europe confondus.
Attribué par le magazine sportif français France Football jusqu'en 1991, le trophée ne l'a pas été entre 1992 et 1996 à cause d'un différend en 1991 entre la fédération chypriote de football et l'Équipe. Depuis 1997, il est décerné par les Médias sportifs européens (en) (ESM).
Lionel Messi est le joueur qui a remporté le plus de fois le Soulier d'or (6 trophées) et le seul à l’avoir remporté trois fois consécutivement.
Cristiano Ronaldo et Luis Suárez sont les seuls à l'avoir remporté dans deux championnats distincts.

## Règlement
Entre 1968 et 1991, le prix est décerné au meilleur buteur d’un championnat européen, et ce, indépendamment du niveau du championnat dans lequel évolue le buteur et du nombre de matchs qu'il a joué.
En 1997, le prix revient avec un nouveau système de comptage des points :
- Calcul des points[3] :
  - les cinq premiers championnats du coefficient UEFA ont un facteur de multiplication de 2.
  - les championnats classés de la 6e à la 22e place ont un facteur de 1,5.
  - les autres championnats ont un facteur de 1.
- Période de calcul : sont comptabilisés tous les buts inscrits dans la saison en cours, dans tous les championnats européens.
- Les joueurs transférés en cours d'année dans un championnat de type différent ne conservent que les points acquis avec le premier club.

Bien que le Soulier d'Or ait pu être partagé entre plusieurs joueurs par le passé, cette règle a été modifiée lors de la saison 2019-2020 pour attribuer le prix au joueur ayant joué le moins de minutes, en cas d'égalité de points. Si l'égalité persiste, le plus de passes décisives en championnat, puis le moins de pénaltys marquées, seront comptabilisés. Si, aussi improbable que cela puisse paraître, il restait à égalité, le prix sera partagé.

## Palmarès

### Palmarès par édition
Depuis 1968, 39 joueurs différents ont été récompensés par le Soulier d'or européen.
Entre 1968 et 1991, le Soulier d'or récompense le joueur qui a inscrit le plus de buts en championnat.
| Saison                                                    | Joueur                         | Club                     | Buts |
| --------------------------------------------------------- | ------------------------------ | ------------------------ | ---- |
| 1967-1968                                                 | Eusébio                        | Benfica Lisbonne         | 42   |
| 1968-1969                                                 | Petar Jekov                    | CSKA Sofia               | 36   |
| 1969-1970                                                 | Gerd Müller                    | Bayern Munich            | 38   |
| 1970-1971                                                 | Josip Skoblar                  | Olympique de Marseille   | 44   |
| 1971-1972                                                 | Gerd Müller                    | Bayern Munich            | 40   |
| 1972-1973                                                 | Eusébio                        | Benfica Lisbonne         | 40   |
| 1973-1974                                                 | Héctor Yazalde                 | Sporting Portugal        | 46   |
| 1974-1975                                                 | Dudu Georgescu                 | Dinamo Bucarest          | 33   |
| 1975-1976                                                 | Sotíris Kaïáfas                | Omónia Nicosie           | 39   |
| 1976-1977                                                 | Dudu Georgescu                 | Dinamo Bucarest          | 47   |
| 1977-1978                                                 | Hans Krankl                    | Rapid Vienne             | 41   |
| 1978-1979                                                 | Kees Kist                      | AZ Alkmaar               | 34   |
| 1979-1980                                                 | Erwin Vandenbergh              | K Lierse SK              | 39   |
| 1980-1981                                                 | Georgi Slavkov                 | Botev Plovdiv            | 31   |
| 1981-1982                                                 | Wim Kieft                      | Ajax Amsterdam           | 32   |
| 1982-1983                                                 | Fernando Gomes                 | FC Porto                 | 36   |
| 1983-1984                                                 | Ian Rush                       | Liverpool FC             | 32   |
| 1984-1985                                                 | Fernando Gomes                 | FC Porto                 | 39   |
| 1985-1986                                                 | Marco van Basten               | Ajax Amsterdam           | 37   |
| 1986-1987                                                 | Toni Polster                   | FK Austria Vienne        | 39   |
| 1987-1988                                                 | Tanju Çolak                    | Galatasaray SK           | 39   |
| 1988-1989                                                 | Dorin Mateuț                   | Dinamo Bucarest          | 43   |
| 1989-1990                                                 | Hugo Sánchez Hristo Stoitchkov | Real Madrid CSKA Sofia   | 38   |
| 1990-1991                                                 | Darko Pančev                   | Étoile rouge de Belgrade | 34   |
| Entre 1992 et 1996, le Soulier d'or n'a pas été attribué. |                                |                          |      |

Depuis 1996, le Soulier d'or est attribué selon un système de comptage de points et décerné par les Médias sportifs européens.
| Saison    | Joueur                        | Club                     | Buts | Points |
| --------- | ----------------------------- | ------------------------ | ---- | ------ |
| 1996-1997 | Ronaldo                       | FC Barcelone             | 34   | 68     |
| 1997-1998 | Níkos Machlás                 | Vitesse Arnhem           | 34   | 68     |
| 1998-1999 | Mário Jardel                  | FC Porto                 | 36   | 72     |
| 1999-2000 | Kevin Phillips                | Sunderland AFC           | 30   | 60     |
| 2000-2001 | Henrik Larsson                | Celtic FC                | 35   | 52,5   |
| 2001-2002 | Mário Jardel                  | Sporting Portugal        | 42   | 63     |
| 2002-2003 | Roy Makaay                    | Deportivo La Corogne     | 29   | 58     |
| 2003-2004 | Thierry Henry                 | Arsenal FC               | 30   | 60     |
| 2004-2005 | Thierry Henry Diego Forlán    | Arsenal FC Villarreal CF | 25   | 50     |
| 2005-2006 | Luca Toni                     | ACF Fiorentina           | 31   | 62     |
| 2006-2007 | Francesco Totti               | AS Rome                  | 26   | 52     |
| 2007-2008 | Cristiano Ronaldo             | Manchester United        | 31   | 62     |
| 2008-2009 | Diego Forlán                  | Atlético de Madrid       | 32   | 64     |
| 2009-2010 | Lionel Messi                  | FC Barcelone             | 34   | 68     |
| 2010-2011 | Cristiano Ronaldo             | Real Madrid              | 40   | 80     |
| 2011-2012 | Lionel Messi                  | FC Barcelone             | 50   | 100    |
| 2012-2013 | Lionel Messi                  | FC Barcelone             | 46   | 92     |
| 2013-2014 | Cristiano Ronaldo Luis Suárez | Real Madrid Liverpool FC | 31   | 62     |
| 2014-2015 | Cristiano Ronaldo             | Real Madrid              | 48   | 96     |
| 2015-2016 | Luis Suárez                   | FC Barcelone             | 40   | 80     |
| 2016-2017 | Lionel Messi                  | FC Barcelone             | 37   | 74     |
| 2017-2018 | Lionel Messi                  | FC Barcelone             | 34   | 68     |
| 2018-2019 | Lionel Messi                  | FC Barcelone             | 36   | 72     |
| 2019-2020 | Ciro Immobile                 | SS Lazio                 | 36   | 72     |
| 2020-2021 | Robert Lewandowski            | Bayern Munich            | 41   | 82     |
| 2021-2022 | Robert Lewandowski            | Bayern Munich            | 35   | 70     |
| 2022-2023 | Erling Haaland                | Manchester City          | 36   | 72     |
| 2023-2024 | Harry Kane                    | Bayern Munich            | 36   | 72     |
| 2024-2025 | Kylian Mbappé                 | Real Madrid              | 31   | 62     |

### Palmarès par joueur
L'Argentin Lionel Messi est le joueur ayant remporté le plus de Souliers d'or européens : six, dont trois consécutifs.
| Rang | Joueurs            | Total | Saisons                                                          |
| ---- | ------------------ | ----- | ---------------------------------------------------------------- |
| 1    | Lionel Messi       | 6     | 2009-2010, 2011-2012, 2012-2013, 2016-2017, 2017-2018, 2018-2019 |
| 2    | Cristiano Ronaldo  | 4     | 2007-2008, 2010-2011, 2013-2014*, 2014-2015                      |
| 3    | Gerd Müller        | 2     | 1969-1970, 1971-1972                                             |
| 3    | Eusébio            | 2     | 1967-1968, 1972-1973                                             |
| 3    | Dudu Georgescu     | 2     | 1974-1975, 1976-1977                                             |
| 3    | Fernando Gomes     | 2     | 1982-1983, 1984-1985                                             |
| 3    | Mário Jardel       | 2     | 1998-1999, 2001-2002                                             |
| 3    | Thierry Henry      | 2     | 2003-2004, 2004-2005*                                            |
| 3    | Diego Forlán       | 2     | 2004-2005*, 2008-2009                                            |
| 3    | Luis Suárez        | 2     | 2013-2014*, 2015-2016                                            |
| 3    | Robert Lewandowski | 2     | 2020-2021, 2021-2022                                             |

* titre partagé par deux joueurs ou plus.

### Palmarès par clubs, par pays et par championnats
Classement des clubs, des pays et des championnats en fonction du nombre de trophées.
| Club                                                                                 | Trophées |
| ------------------------------------------------------------------------------------ | -------- |
| FC Barcelone                                                                         | 8        |
| Bayern Munich Real Madrid                                                            | 5        |
| Dinamo Bucarest FC Porto                                                             | 3        |
| Benfica Lisbonne Ajax Amsterdam CSKA Sofia Sporting Portugal Arsenal FC Liverpool FC | 2        |

| Pays                                              | Trophées |
| ------------------------------------------------- | -------- |
| Portugal                                          | 8        |
| Argentine                                         | 7        |
| Pays-Bas Uruguay                                  | 4        |
| Bulgarie Brésil Roumanie Italie France            | 3        |
| Allemagne Autriche Yougoslavie Pologne Angleterre | 2        |

| Championnat               | Trophées |
| ------------------------- | -------- |
| LaLiga                    | 16       |
| Liga Premier League       | 7        |
| Bundesliga                | 5        |
| Eredivisie                | 4        |
| Parva Liga Liga I Serie A | 3        |

## Statistiques
- Vainqueur le plus jeune : Wim Kieft en 1982 à 20 ans.
- Vainqueur le plus âgé : Robert Lewandowski en 2022 à 33 ans.
- Longévité dans un championnat : 11 saisons dans le championnat d'Espagne, de 2008-2009 à 2018-2019.